# ديادي ساماسيكو
ديادي سماسيكو (بالفرنسية: Diadie Samassékou) هو لاعب كرة قدم محترف مالي، يلعب كلاعب خط وسط دفاعي للنادي الألماني هوفنهايم والمنتخب المالي.

## المسيرة الكروية

### ريد بول سالزبورغ
وقع ديادي عقدًا لمدة أربع سنوات في أغسطس 2015، مع نادي ريد بول سالزبورغ، على أن ينضم إلى فريقهم الرديف Liefering في البداية. لقد كان موسم 2017-18 لنادي ريد بول سالزبورغ أفضل موسمٍ أوروبيٍ له على الإطلاق؛ فقد احتلوا صدارة مجموعتهم في الدوري الأوروبي، للمرة الرابعة، قبل أن يفوزوا على ريال سوسيداد وبوروسيا دورتموند، وبذلك ظهروا لأول مرة على الإطلاق في نصف نهائي الدوري الأوروبي. فاز نادي ريد بول سالزبورغ في نصف نهائي الدوري الأوروبي الذي لُعٍبَ في 3 مايو 2018 ضد أولمبيك مرسيليا بنتيجة 1-2 في أرضه، لكن الأخير فاز بنتيجة 3-2 في مجموع المباراتين ليضمن مكانًا في نهائي الدوري الأوروبي 2018.

### هوفنهايم
أعلن نادي هوفنهايم في 15 أغسطس 2019 عن توقيع صفقة مدتها خمس سنوات مع ديادي

## المسيرة الدولية
ظهر ديادي لأول مرة مع الفريق الأول في مباراة ودية ضد الصين، وانتهت بفوزهم على الأخير بنتيجة 3-1 في 29 يونيو 2014. وقد مثَّل مالي على مستوى الشباب في كأس العالم تحت 20 سنة لكرة القدم 2015 وبطولة تولون 2016.

## إحصائيات

### الأندية
آخر تحديث المباراة التي لُعِبَتْ في 28 فبراير 2021.
| النادي           | الموسم   | الدوري                        | الدوري  | الدوري | الكأس   | الكأس | مسابقات قارية | مسابقات قارية | المجموع | المجموع |
| النادي           | الموسم   | الدرجة                        | مباريات | أهداف  | مباريات | أهداف | مباريات       | أهداف         | مباريات | أهداف   |
| ---------------- | -------- | ----------------------------- | ------- | ------ | ------- | ----- | ------------- | ------------- | ------- | ------- |
| Liefering        | 2015–16  | الدوري النمساوي الدرجة الأولى | 25      | 0      | –       | –     | –             | –             | 25      | 0       |
| Liefering        | 2016–17  | الدوري النمساوي الدرجة الأولى | 1       | 0      | –       | –     | –             | –             | 1       | 0       |
| Liefering        | المجموع  | المجموع                       | 26      | 0      | –       | –     | –             | –             | 26      | 0       |
| ريد بول سالزبورغ | 2016–17  | بوندسليغا النمسا              | 27      | 0      | 4       | 0     | 7             | 0             | 38      | 0       |
| ريد بول سالزبورغ | 2017–18  | بوندسليغا النمسا              | 29      | 0      | 3       | 0     | 18            | 0             | 50      | 0       |
| ريد بول سالزبورغ | 2018–19  | بوندسليغا النمسا              | 26      | 1      | 5       | 0     | 14            | 1             | 45      | 2       |
| ريد بول سالزبورغ | 2019–20  | بوندسليغا النمسا              | 1       | 0      | 0       | 0     | 0             | 0             | 1       | 0       |
| ريد بول سالزبورغ | المجموع  | المجموع                       | 83      | 1      | 12      | 0     | 39            | 1             | 134     | 2       |
| نادي هوفنهايم    | 2019–20  | الدوري الألماني               | 21      | 0      | 0       | 0     | –             | –             | 21      | 0       |
| نادي هوفنهايم    | 2020–21  | الدوري الألماني               | 21      | 0      | 0       | 0     | 6             | 0             | 27      | 0       |
| نادي هوفنهايم    | المجموع  | المجموع                       | 42      | 0      | 0       | 0     | 6             | 0             | 48      | 0       |
| الإجمالي         | الإجمالي | الإجمالي                      | 151     | 1      | 12      | 0     | 45            | 1             | 208     | 2       |

### دولية
آخر تحديث المباراة التي لُعبت في 13 نوفمبر 2020.
| منتخب مالي لكرة القدم | منتخب مالي لكرة القدم | منتخب مالي لكرة القدم |
| السنة                 | المباريات             | الأهداف               |
| --------------------- | --------------------- | --------------------- |
| 2016                  | 2                     | 0                     |
| 2017                  | 2                     | 0                     |
| 2018                  | 4                     | 0                     |
| 2019                  | 8                     | 1                     |
| 2020                  | 1                     | 0                     |
| الإجمالي              | 17                    | 1                     |

#### أهداف دولية
Scores and results list Mali's goal tally first.
| ت. | التاريخ | المكان                   | الخصم | ترتيب الهدف | النتيجة | منافسة                   |
| -- | ------- | ------------------------ | ----- | ----------- | ------- | ------------------------ |
| 1. | يونيو   | ملعب السويس، السويس، مصر | تونس  | 1–0         | 1–1     | كأس الأمم الأفريقية 2019 |

## وصلات خارجية
- ديادي ساماسيكو على موقع الاتحاد الأوربي (الإنجليزية)
- ديادي ساماسيكو على موقع إي إس بي إن إف سي (الإنجليزية)
- ديادي ساماسيكو على موقع قاعدة بيانات كرة القدم.إي يو (الإنجليزية)
- ديادي ساماسيكو على موقع ناشيونال فوتبول تيمز (الإنجليزية)
- ديادي ساماسيكو على موقع Soccerway.com (الإنجليزية)
- ديادي ساماسيكو على موقع عالم كرة القدم.نت (الإنجليزية)
- ديادي ساماسيكو على موقع AS.com (الإسبانية)